# Lauris Reiniks
Lauris Reiniks (født 11. juli 1979 i Dobele, i Letland) er en lettisk sanger. Indtil nu har han udgivet 5 soloalbummer af hvilke albummet „Lidot savādāk”(At flyve underligt) har modtaget den gyldne CD og er blevet solgt i 8000 eksemplarer i alt. De kendteste af Lauris Reiniks’ sange er "Es neesmu neprātīgs"(Jeg er ikke urimelig), "Tev šodien vienalga"(I dag er du ligeglad), "Tik balti"(Så hvide), "Es tev apmulsis", og ligeledes "Sirds sadeg neparasti"(Hjertet brænder sært), som i år 2002 var den populæreste sang i Letland og vandt flere priser, den tilhørende musikvideo blev også via en afstemning kåret som årets bedste på LNT(Letlands uafhængige fjernsyn). En duo „Tell Me” som Lauris sang med Marija Naumova blev i 2003 den mest afspillede sang i lettisk radio og tv. 
Han begyndte sin karriere i 1998.
Lauris Reiniks deltog i det europæiske melodigrandprix år 2003 med trioen F.L.Y. sammen med Mārtiņš Freimanis og Yana Kay. Gruppen udførte sangen ”Hello From Mars” som endte på en 24. plads i finalen. 
Han har også indspillet en duet med den estiske sangerinde Maarja-Liis Ilus, som i 2005 blev et hit i både Letland og Estland.
Siden 1998 har Lauris Reiniks været TV udsendelsesleder for LTV (Letlands fjernsyn). D. 8. april 2007 vandt Lauris Reiniks sammen med sin dansepartner Aleksandra Kurusova i det lettiske TV3s show Dejo ar zvaigzni!(Danser med stjerner). I maj 2007 begyndte Lauris Reiniks filmoptagelser i filmstudiet "Kaupo" til den kunstneriske film "Dancis pa trim"(Tre for at danse)en film om lettiske legionærer under anden verdenskrigs slutning, hvor han spiller den lettiske soldat Edvards. Det er planlagt at filmen kommer i biografen i Letland i 2008.